# Vivere meglio
Vivere meglio è stato un programma televisivo italiano, dedicato alla medicina, andato in onda su Rete 4 nella fascia mattutina, dal 22 gennaio 2001 al 2 giugno 2012. Inizialmente trasmesso dal lunedì al venerdì alle ore 9:30, successivamente, il programma è stato spostato solo il sabato mattina, sempre su Rete 4.

## Il programma
Il programma era una rubrica medico-scientifica condotta dal professor Fabrizio Trecca insieme a varie conduttrici, cambiate nel corso degli anni; tra queste Rita dalla Chiesa, Patrizia Rossetti, Katia Noventa, Fiorella Pierobon, Maria Teresa Ruta, Emanuela Carcano, Alessandra Buzzi, Eleonora Benfatto, Miriana Trevisan ed Emanuela Talenti.
Vi era uno studio sulle malattie più comuni sotto l'aspetto della prevenzione, della diagnosi e della cura, senza trascurare pratiche e trattamenti estetici con la chirurgia di base; comunque si poteva affermare che al centro dell'interesse c'era il benessere fisico in ogni aspetto con la ginnastica o il fitness, le medicine alternative, la farmacologia sperimentale e molti altri ambiti dalla cucina al giardinaggio.
In studio erano presenti, oltre ad un gruppo di ragazze che lo animano chiamate "vitamine", anche numerosi medici di rilevanza nazionale, che davano il loro parere e contributo presentando pure varie apparecchiature.
La trasmissione collaborava con la Guardia di Finanza proponendo consigli e raccomandazioni di vario tipo, avendo in studio in qualità di ospiti fissi alcuni agenti della Guardia di Finanza come Sara Imbesi, Marianna Antonucci ed altri.
Inoltre, erano spesso presenti consulenti che si occupavano di casi proposti dal pubblico dei consumatori come l'avvocato Tiziano Matti (Europa dei diritti).
Il programma era nato dalle ceneri dei programmi di Canale 5 Vivere bene benessere e Vivere bene Salute (1998–1999), condotti da Maria Teresa Ruta affiancata dallo stesso Fabrizio Trecca dal lunedì al sabato rispettivamente al mattino e al pomeriggio, e Vivere bene con noi - Speciale medicina (2000), condotto invece da Fiorella Pierobon e dal prof. Trecca il sabato mattina.

### Elenco di vitamine
Aliuska Guzman Arias, Alessandra Sorcinelli e Silvia Trevaini.
- 2012:

Anna Bassano, Ana Emilova e Valeria Sardone